# Гарадок
Гарадок или Городок (блр. Гарадок; рус. Городок) град је у северном делу Републике Белорусије. Административно припада Гарадочком рејону чији је уједно и административни центар у Витепској области.
Према процени из 2014. у граду је живело око 12.300 становника.

## Географија
Гарадок је смештен на обалама реке Усисе (или Горожанке, леве притоке реке Обаљ) и Лугавског језера, на око 29 км северно од административног центра области града Витепска. Важан је железнички и друмски центар на међународним трасама које повезују градове Витепск у Белорусији и Невељ у Русији.

## Историја
У историјским изворима Гарадок се по први пут помиње у летописима из прве половине XIII века као «Градић у близини Полацка», а у вези са битком између полацких и литванских кнежева за превласт у том крају. Касније се помиње и на појединим картама из 1579. године.
Све до XVI века насеље је било делом Језеришченског округа, а окружним центром постаје крајем XVI века након пропасти утврђења у Језјаришчу. У исто време у насељу је подигнуто и утврђење. На карти Томаша Маковског из 1613. године Гарадак се означава као насељено место у границама Витепског војводства Велике Литванске Кнежевине.
Након прве поделе Пољске 1772. Гарадок постаје делом Руске Империје, и већ 9. јула исте године административно бива уређен као градско насеље. У прве четири године руске власти прво је био делом Полацке губерније, потом Белоруске (1796—1802) и на послетку Витепске губерније (од 1802).
Према подацима сверуског пописа становништва из 1897. у граду су живела 5.023 становника, а у етничком смислу највише је било Јевреја (3.411) и Белоруса (1.297), док је Руса било занемариво мало (свега 249).
Након Октобарске револуције 1919. град је постао делом Руске СФСР, али се у њеним границама није дуго задржао пошто је 17. јула 1924. и службено постао делом новоосноване Белоруске ССР. Исте године постао је рејонски центар у Витепској области.
Током Другог светског рата град јебио под окупацијом Нацистичке Немачке од 9. јула 1941. па до 24. децембра 1943. када је ослобођен од стране совјетске армије.

## Становништво
Према процени, у граду је 2014. живело 12.300 становника.
| 1979.  | 1989.  | 1999.  | 2009.  | 2014.  |
| ------ | ------ | ------ | ------ | ------ |
| 12.263 | 14.338 | 14.338 | 12.968 | 12.300 |